# 간쯔 티베트족 자치주
간쯔 티베트족 자치주(티베트어: དཀར་མཛེས་བོད་རིགས་རང་སྐྱོང་ཁུལ་ 가르체 티베트족 자치주, 중국어: 甘孜藏族自治州, 병음: Gānzī Zàngzú Zìzhìzhōu)는 쓰촨성에 위치한 티베트족 자치주로 중심지는 캉딩시이다. 면적은 153,000 sq km이고 인구는 88만명이다.

## 개요
중국어에서는 티베트 자치구의 창두 지구나 이 주 등의 캄 지방을 「강」이라고 약칭한다. 이 주의 주도의 중국명 「캉딩(康定), 티베트명: 타르트드, tar rtse mdo)」는 「캄의 땅을 평정 한다」의미이다.
캄 지방 사람들은 티베트어로 「캄파 (khams pa)」라고도 칭하며, 중국어도 이것을 음역해 강파(康巴, 소리: Kngb ) 지구 혹은 강구라고도 한다. 동쪽은 쓰촨 성의 아바 티베트족 창족 자치주, 야안시, 남쪽은 량산 이족 자치주, 윈난성의 디칭 티베트족 자치주와 접하며, 서쪽은 진사강 가에 티베트 자치구의 칭두 지구, 북쪽은 칭하이성의, 위슈 티베트족 자치주, 궈뤄 티베트족 자치주와 접한다.
주내에는 샤오루리 산맥(沙魯里山脈), 다쉐 산맥(大雪山脈) 등 매우 높은 산맥이 늘어서 있다. 또 중앙을 아강 (nyag-chu)이 흐른다.

## 민족
티베트족이 주민의 대부분을 차지한다. 다음은 2000년에 조사한 간쯔 티베트 족 자치주의 민족 자료다.

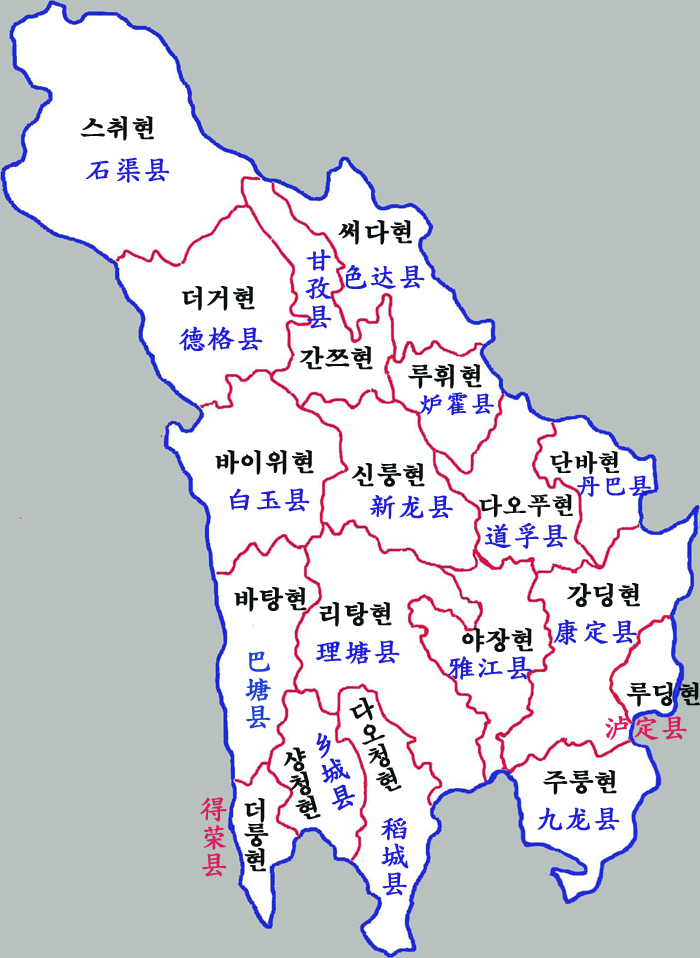
간쯔 티베트족 자치주 현급 행정구역도

| 민족     | 인구    | %      |
| -------- | ------- | ------ |
| 티베트족 | 703.168 | 78,37% |
| 한족     | 163.648 | 18,24% |
| 이족     | 22.946  | 2,56%  |
| 창족     | 2.860   | 0,32%  |
| 후이족   | 2.190   | 0,24%  |
| 나시족   | 760     | 0,08%  |
| 몽골족   | 477     | 0,05%  |
| 바이족   | 292     | 0,03%  |
| 기타     | 898     | 0,11%  |

## 행정 구역
18개의 현을 관할한다.
- 캉딩시(康定市)
- 단바현(丹巴县)
- 루훠현(炉霍县)
- 주룽현(九龙县)
- 간쯔현(가르저현)(甘孜县)
- 야장현(雅江县)
- 신룽현(新龙县)
- 다오푸현(다우현)(道孚县)
- 바이위현(白玉县)
- 리탕현(理塘县)
- 더거현(德格县)
- 샹청현(乡城县)
- 스취현(세르쉬현)(石渠县)
- 다오청현(稻城县)
- 써다현{세르타르현)(色达县)
- 바탕현(巴塘县)
- 루딩현(泸定县)
- 더룽현(得荣县)